# Bob Clampett
Robert Emerson Clampett, dit Bob Clampett, (né le 8 mai 1913 à San Diego, Californie et mort le 2 mai 1984 à Détroit, Michigan) est un réalisateur, producteur, scénariste, compositeur et acteur américain.
Il est notamment connu pour son travail sur les dessins animés Looney Tunes et Merrie Melodies de Warner Bros et sur l’émission de télévision « Time for Beany ».

## Biographie

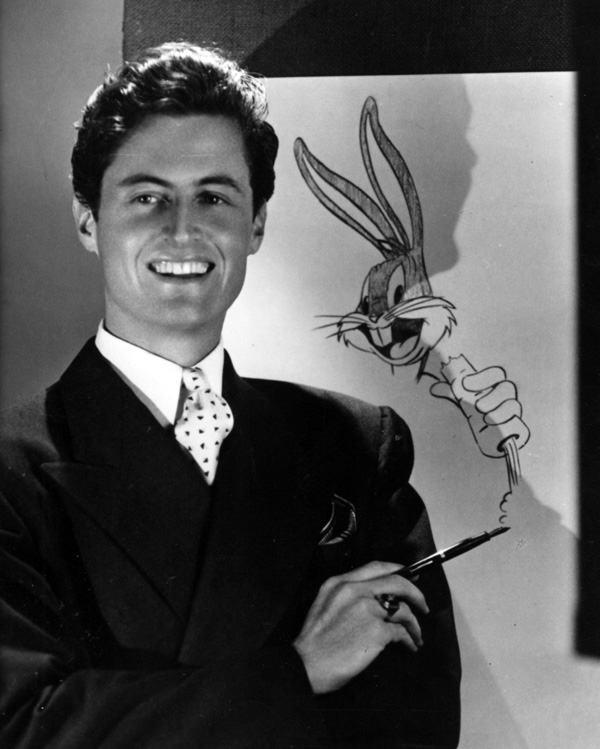
Bob Clampett devant un de ses dessins de Bugs Bunny, vers 1940.

Bob Clampett a démontré de l’intérêt pour l’animation dès son adolescence passé à Los Angeles.
En début de carrière, le jeune Clampett dessina les premiers traits de Mickey Mouse pour Walt Disney. Comme Clampett le prétendra plus tard en entrevue, Disney fut impressionné par le talent de l’artiste et lui fit une offre d’emploi. Toutefois, un manque d’espace dans les petits studios de Disney empêcha Clampett d’avoir l’emploi.
Il accepte alors un emploi aux studios de Hugh Harman et Rudolf Ising pour travailler sur la série des Merrie Melodies et des Looney Tunes. Clampett est à l'origine du terme Looney de Looney Tunes. Il travailla alors auprès de Friz Freleng, qui le prendra sous son aile afin d’en faire un animateur. En 1935, il détermine les traits du personnage de Porky Pig, premier véritable personnage vedette des studios, dans le dessin animé « I Haven't Got a Hat » sous la direction de Freleng.
Par la suite, Clampett travaillera avec l’équipe de Tex Avery, développant un style particulièrement irrévérencieux qui fera la marque de dessins animés des studios de la Warner Bros. Travaillant de leur côté dans un édifice délabré, Avery et Clampett vont rapidement s’apercevoir qu’ils ne sont pas les seuls occupants de la bâtisse. Le bâtiment est envahi par des milliers de termites. Ils surnommeront le bâtiment « Termite Terrace », un nom qui sera retenu par les historiens et les passionnés de leurs œuvres comme description de tout le studio. Rapidement, ils seront rejoints par Chuck Jones, Virgil Ross et Sid Sutherland.
Clampett sera promu directeur en 1937. Pendant les 9 années suivantes, Clampett sera à son meilleur. Il dirigera alors une série de dessins animés devenus des classiques du genre, Porky à Zinzinville en 1938, Bébé Busard s'en va chasser en 1942, Histoire de chatons première apparition de Titi (Tweety Bird), Coal Black and de Sebben Dwarfs en 1943, Les Gremlins du Kremlin en 1944, Tire-lire à tire-larigot en 1946 et Le contrat en 1946, qui sera son dernier dessin animé avec la Warner Bros et pour lequel on n’indiqua pas son nom au générique.
Le  style de Bob Clampett réside surtout dans les intrigues particulières et à sa manière de rendre les personnages attachants. Bugs Bunny et Daffy Duck deviendront grâce à lui plus attirants malgré leur pugnacité. Le personnage clé créé par cet artiste est Titi (Tweety Bird), une sorte de canari avec des formes de bébé. C’est dire que Titi est représentatif du travail de Bob Clampett.
Après son départ de la Warner Bros, Clampett travaillera quelque temps pour « Screen Gems » comme scénariste. Mais en 1949, il se tourne vers la télévision et porte toute son attention sur la création d’un spectacle de marionnette « Time for Beany ». En 1952  il crée la série télévision « Thunderbolt the Wondercolt ». En 1959, il fera une version animée du spectacle de marionnette et la diffusion des épisodes de « Beany and Cecil » se fera de 1962 à 1967.
Bob Clampett meurt d’une crise cardiaque le 4 mai 1984.

## Prix
- 1974 : Prix Inkpot

## Filmographie

### Comme réalisateur
- 1927 : The Golf Widow
- 1937 : Porky's Badtime Story
- 1937 : Get Rich Quick Porky (Une scène censurée sur certaines copies)
- 1937 : Le Rival de Rover (Rover's Rival)
- 1937 : Porky's Hero Agency
- 1938 : Porky's Poppa
- 1938 : What Price Porky
- 1938 : Porky's Five & Ten
- 1938 : Injun Trouble
- 1938 : Porky's Party
- 1938 : Porky & Daffy
- 1938 : Porky à Zinzinville (Porky in Wackyland)
- 1938 : Porky's Naughty Nephew
- 1938 : Porky in Egypt
- 1938 : The Daffy Doc
- 1939 : The Lone Stranger and Porky
- 1939 : Porky's Tire Trouble
- 1939 : Porky's Movie Mystery
- 1939 : Chicken Jitters
- 1939 : Kristopher Kolumbus Jr.
- 1939 : Polar Pals
- 1939 : Scalp Trouble
- 1939 : Porky's Picnic
- 1939 : Wise Quacks
- 1939 : Porky's Hotel
- 1939 : Jeepers Creepers
- 1939 : Naughty Neighbors
- 1939 : Pied Piper Porky
- 1939 : The Film Fan
- 1940 : Porky's Last Stand
- 1940 : Africa Squeaks (une scène censurée car basée sur des Indigènes)
- 1940 : Ali-Baba Bound
- 1940 : Pilgrim Porky
- 1940 : Slap Happy Pappy
- 1940 : Porky's Poor Fish
- 1940 : The Chewin' Bruin
- 1940 : Patient Porky (Deux scènes censurées aux États-Unis car basées sur des Noirs)
- 1940 : Prehistoric Porky
- 1940 : The Sour Puss
- 1940 : The Timid Toreador
- 1941 : Porky's Snooze Reel
- 1941 : Goofy Groceries (Un gag parfois censuré aux États-Unis)
- 1941 : Farm Frolics
- 1941 : A Coy Decoy
- 1941 : Meet John Doughboy
- 1941 : We, the Animals, Squeak!
- 1941 : The Henpecked Duck
- 1941 : Un coin paisible (Wabbit Twouble)
- 1941 : The Cagey Canary
- 1941 : Porky's Pooch
- 1942 : Crazy Cruise (deux scènes censurées dont une parce qu'étant de la propagande anti-japonaise)
- 1942 : Any Bonds Today? (chanson censurée aux États-Unis)
- 1942 : Horton Hatches the Egg
- 1942 : The Wacky Wabbit
- 1942 : Nutty News
- 1942 : Wacky Blackout
- 1942 : Bébé Busard s'en va chasser (Bugs Bunny Gets the Boid)
- 1942 : Eatin' on the Cuff or The Moth Who Came to Dinner
- 1942 : The Hep Cat
- 1942 : A Tale of Two Kitties
- 1943 : Coal Black and de Sebben Dwarfs (cartoon censuré aux États-Unis de 1968 à 2017 car basé sur des Noirs)
- 1943 : Tortoise Wins by a Hare (La scène où Bugs frappe sur des spectateurs est parfois censurée aux États-Unis)
- 1943 : The Wise Quacking Duck
- 1943 : Tin Pan Alley Cats (cartoon censuré aux États-Unis de 1968 à 2017 car basé sur des Noirs)
- 1943 : Le Rendez-vous des mélomanes  (A Corny Concerto)
- 1943 : Falling Hare
- 1943 : Fighting Tools
- 1943 : An Itch in Time
- 1944 : Booby Traps
- 1944 : What's Cookin' Doc?
- 1944 : Tick Tock Tuckered
- 1944 : Russian Rhapsody (Trois scènes censurées dont une parce qu'étant de la propagande anti-nazis)
- 1944 : Hare Ribbin'
- 1944 : Birdy and the Beast
- 1944 : Buckaroo Bugs
- 1944 : The Old Grey Hare
- 1945 : Tokyo Woes
- 1945 : Draftee Daffy
- 1945 : A Gruesome Twosome
- 1945 : Wagon Heels
- 1945 : The Bashful Buzzard
- 1946 : Book Revue (Une scène censurée aux États-Unis)
- 1946 : Baby Bottleneck
- 1946 : Kitty Kornered
- 1946 : Tire-lire à tire-larigot (The Great Piggy Bank Robbery)
- 1946 : Bacall to Arms
- 1946 : The Big Snooze
- 1947 : It's a Grand Old Nag
- 1949 : Time for Beany (série télévisée)
- 1959 : Beany and Cecil Meet Billy the Squid
- 1959 : Matty's Funday Funnies (série télévisée)

### Comme producteur
- 1947 : It's a Grand Old Nag
- 1949 : Time for Beany (série télévisée)
- 1959 : Beany and Cecil Meet Billy the Squid

### Comme scénariste
- 1946 : Kitty Kornered
- 1947 : Up N' Atom
- 1959 : Beany and Cecil Meet Billy the Squid

### Comme compositeur
- 1959 : Matty's Funday Funnies (série télévisée)

### Comme acteur
- 1959 : Matty's Funday Funnies (série télévisée) : Additional Voices